# 木和林
木和林（穆麟德轉寫：muheliyen，1678年—？），滿洲人，清朝政治人物、禮部尚書。
康熙四十年，任撰文中書。康熙六十年，任票簽侍讀。雍正二年，任內閣侍讀學士。次年，任一統志館提調官。雍正十一年，改玉牒館提調官。雍正十三年，任禮部右侍郎、刑部右侍郎、刑部左侍郎。乾隆元年，任玉牒館副總裁官、禮部左侍郎。乾隆十四年，任禮部尚書，兼管樂部事務、兼管太常寺事務、兼管鴻臚寺事務。乾隆十五年，改任左都御史。